# Jerónimo Carrión

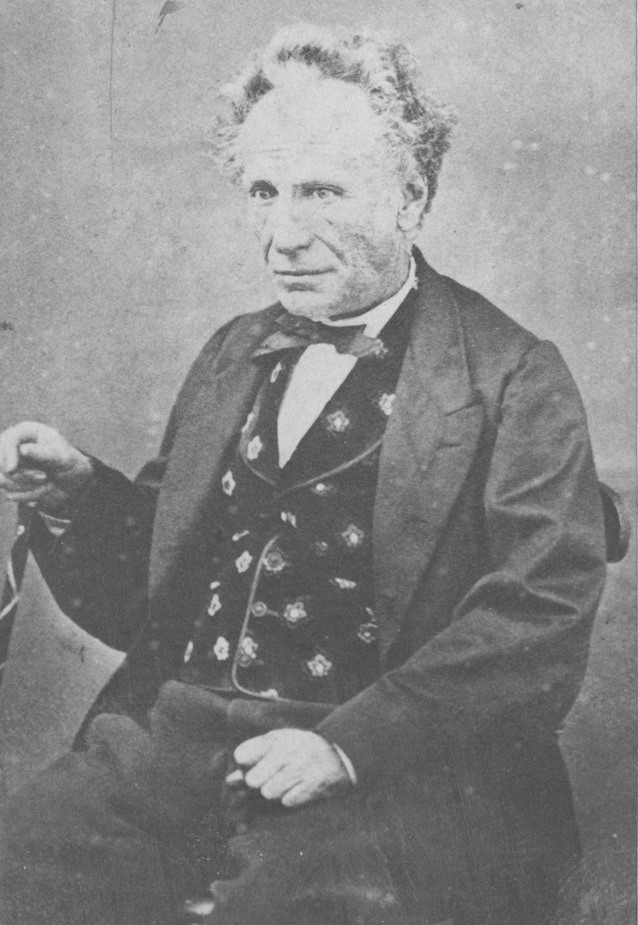
Jerónimo Carrión (c. 1870).

Miguel Francisco Jerónimo de Carrión Palacio y Escudero (Cariamanga, 6 de julio de 1804-Quito, 5 de mayo de 1873) fue un político ecuatoriano que llegó a ser Presidente Constitucional del Ecuador del 7 de septiembre de 1865 al 6 de noviembre de 1867.

## Biografía
Sus padres fueron José Benigno Carrión y María Josefa Palacio.
Realizó sus estudios en la ciudad de Loja, en Cuenca y Quito. Llegó a obtener el título de doctor en Jurisprudencia.
Luego del triunfo de la Revolución Marcista que en 1845 puso fin a la dominación del general Juan José Flores, ingresó a la vida pública y política. En este período asistió como diputado a la Convención Nacional de 1845 que se reunió en Cuenca, obteniendo celebridad por sus acertadas intervenciones.
En 1846 ocupó el cargo de Gobernador de la provincia del Azuay durante el gobierno de Vicente Ramón Roca.
En 1856 fue nombrado Vicepresidente de Francisco Robles, funciones que desempeñó hasta que, en 1859, se formó en Quito una Junta de Notables que desconoció al gobierno acusándolo de haber violado la Constitución, propiciada por partidarios del político Gabriel García Moreno. Fue entonces llamado para formar parte de un Gobierno Provisorio nombrado por dicha Junta, que estuvo integrado además por Pacífico Chiriboga y, lógicamente, por el propio García Moreno.

### Matrimonio
El Dr. Carrión contrajo matrimonio con su sobrina María Antonia Andrade y Carrión, nacida en Cuenca, el 17 de enero de 1804. Sin descendencia.

## Presidencia del Ecuador
Luego de la segunda elección popular y directa que se celebraba en 1865, ascendió al poder el 7 de septiembre de 1865, reemplazando al presidente Gabriel García Moreno (1861-1865) como candidato oficialista.
La nueva presidencia constitucional demostró honestidad y lealtad notables; honestidad de procedimientos, lealtad a los principios. Pero dejó ver una falta de energía, de la que abusaron los adversarios del régimen actual y los que aún no perdonaban la vigilancia y la severidad del anterior. El fracaso de este Gobierno en el que cualquier otra época habría sido un gobierno constructivo y de lata significación histórica, dio principio en el contraste de caracteres entre García Moreno y Jerónimo Carrión. El Ministro de Gobierno Bustamente, asumió el solo todas las funciones del régimen, al extremo que todo el país notaba la falta de voluntad del Presidente.
La administración se desenvolvía en un clima de paz y de tolerancia. Ejemplo de ello es la libre publicación de escritos como El Cosmopolita de Juan Montalvo y el regreso del funcionamiento de las organizaciones masónicas que había sido expulsadas del país por los conservadores y García Moreno.
En lo eclesiástico, se intento suspender el Concordato firmado con la Santa Sede por su predecesor presidencial y poner de nuevo en vigor el patronato regio.
Las obras continuaron prosperando, no se interrumpió el programa garciano, especialmente en la construcción de carreteras. La educación siguió en su adelanto con la fundación de los colegios: Pedro Vicente Maldonado de Riobamba, Pedro Carbo de Guaranda y el Conservatorio de Música de Guayaquil.
Se aceptó y decretó la creación del Himno Nacional del Ecuador, se impulsó la agricultura en la provincia de Tungurahua y se fundó el Hospital de San Vicente de Paúl en Latacunga.
Carrión tuvo que afrontar en parte la Guerra hispano-sudamericana, en la que Chile, Perú y Ecuador intervinieron conjuntamente en acciones bélicas marítimas contra la flota española que había declarado la guerra a Chile y al Perú.
En el Congreso Nacional, Pedro Carbo Presidente en el Senado y Antonio Flores Jijón en la Cámara de Diputados, se elevaron acusaciones al régimen, cuya respuesta fue: una conspiración oportunamente develada, de cuyo resultado fueron reducidos a prisión algunos legisladores implicados en el movimiento subversivo; se hizo notar claramente el abuso del Ministro de Gobierno Bustamante, quien tuvo que dimitir, luego a un acuerdo con el Congreso.

### Renuncia
El presidente Jerónimo Carrión reorganizó su gabinete a base de antiguos y decididos partidarios de García Moreno. Pero al mes de este cambio, volvió a denunciarse en el Congreso que el presidente Carrión mantenía con Bustamante conversaciones pendientes a un arreglo poco decoroso de la mayoría parlamentaria con el Gobierno. Ante la evidencia de la acusación renunció el mencionado gabinete formado por Rafael Carvajal, Manuel de Ascázubi y Bernardo Dávalos, al igual que sus funcionarios de la administración en términos tales que el mismo Carrión, tuvo que abandonar la poltrona presidencial el 6 de noviembre de 1867. Se encargó del poder ejecutivo el vicepresidente de la República, Pedro José de Arteta hasta la convocatoria de nuevas elecciones presidenciales.

### Ministros
| Ministerio                                                        | Titular                           |
| ----------------------------------------------------------------- | --------------------------------- |
| Ministerio de Guerra y Marina                                     | Ignacio de Veintemilla y Villacís |
| Ministerio de Hacienda                                            | Bernardo Dávalos León             |
| Ministerio de lo Interior, Relaciones Exteriores y Obras Públicas | Manuel Bustamante del Mazo        |